# Monacilioni
Monacilioni è un comune italiano di 444 abitanti della provincia di Campobasso in Molise. Ha una superficie di 27,08 chilometri quadrati per una densità abitativa di 24 abitanti per chilometro quadrato. Sorge a 606 metri sul livello del mare.

## Storia
Intorno al XIII secolo il paese è menzionato in alcuni documenti ufficiali con il nome di Castro Monachi Leonis. La scelta di questo nome è da ricondursi alla posizione dell'antico villaggio, che sorgeva in prossimità di una chiesetta dedicata a S. Monachi Leonis, benedettino coevo dei protettori di Guglionesi e Larino (sant'Adamo abate e san Pardo). Due secoli più tardi il nome era già mutato in Castrum Monacilionis, variato poi in Monceglione ed infine in Monaciliuni nel XVI secolo. Durante il periodo longobardo il feudo di Monacilioni appartenne al Ducato di Benevento. Mentre nell'epoca longobarda iniziò a far parte delle possedute dai Conti del Molise. La signoria, di costoro per quanto concerne il feudo di Monacilioni, durò per tutta la dominazione sveva; dopo di che passò nelle mani dei Conti di Campobasso. Verso la fine del XIV secolo, e più precisamente nel 1387, il feudo fu assegnato a Tommaso Boccapianola. Attorno al 1555 il feudo fu venduto da parte della madre di Giovanni di Capua in favore di Felice di Gennaro, il quale a sua volta lo cedette a Giovanni Alberto Locatelli di Bergamo nel 1561. In seguito,dal 1613,fu feudo della famiglia di Palma (linea Artois) Duchi di Sant'Elia a Pianisi ed infine dei Giudice Caracciolo, nei quali si era estinta la linea Artois della famiglia di Palma.

### Simboli
Lo stemma e il gonfalone di Monacilioni sono stati concessi con decreto del presidente della Repubblica del 3 giugno 1982.
Nello stemma è rappresentato un monaco che tiene tra le mani le zampe di un leone rampante.
Il gonfalone è un drappo partito di giallo e di azzurro.

## Monumenti e luoghi d'interesse
L'antico centro storico, situato su una forra a strapiombo sulla valle del torrente Tappino, è andato quasi perduto con la grave frana del 1961, determinandone la quasi totale scomparsa. Le cosiddette "case spallate" come gli abitanti definiscono le macerie del centro, sono diventate elemento caratteristico del paese, inclusa la casa neviera a base cilindrica, ma anche un confine tra la parte abitata del Corso Umberto I e quella fantasma. Grave perdita fu la chiesa parrocchiale di Santa Maria Assunta, risalente al XIII secolo, e rifatta nel XVIII secolo in stile barocco, oggi riconoscibile solo in fotografie storiche, poiché la struttura, essendo stata lesionata dalla frana, venne successivamente abbattuta perché a rischio crollo, e oggi rimane solo parte della facciata e della scala di accesso, oltre all'impianto per via delle fondamenta.
I monumenti oggi osservabili sono:
- Chiesa di Santa Reparata: chiesa principale del paese, sede della parrocchia di Santa Maria Assunta. Le prime notizie risalgono a un catalogo del 1701, dove viene ben descritta, anche se non si conoscono le origini, forse medievali. Il restauro attuale risale all'epoca barocca, quando venne rifatta nel 1692 per volere di don Paolo De Rita. Prima del moderno restauro, la chiesa era accessibile da due porte, una a ovest, e l'altra maggiore a sud, sulla quale vi era una nicchia al cui interno c'erano dipinti dell'immagine di Gesù, di San Francesco e Santa Liberata. Il portone principale è sovrastato da una finestra che permette l'accesso della luce all'interno, la chiesa presenta una copertura a capanna, sulla sinistra dell'edificio c'è un piccolo campanile a vela con sola campana, l'interno è a navata unica, sulla sinistra si trova un'acquasantiera in pietra scolpita, l'altare maggiore presenta un tabernacolo dorato e intagliato, con sei nicchie dove si trovano le sculture di San Francesco, Santa Reparata, e la Madonna.
- Ruderi della chiesa di Santa Maria Assunta: detta anche "chiesa vecchia", si trova all'ingresso del paese fantasma franato. L'impianto leggibile è a croce greca, risalente al XIII secolo, il braccio maggiore longitudinale è a tre navate, e si riconoscono ancora le basi delle colonne cilindriche medievali, e prima della traslazione nella chiesa di Santa Reparata, la chiesa conteneva le reliquie di Santa Benedetta, San Rocco e Santa Reparata. Il pavimento ha tre botole cimiteriali per la sepoltura dei defunti, un ossario per il clero, uno per le donne, e uno per gli indigenti. La chiesa venne citata nel registro parrocchiale nel 1575, la parrocchia del paese sino al 1983 dipese dall'arcidiocesi di Benevento, la chiesa venne ampliata nel 1744-52 in stile barocco.
- Chiesa di Santa Maria Assunta in Cielo, in stile razionalista, opera dell'architetto Paolo Rossi De Paoli (1958).
- Chiesetta di San Michele Arcangelo: si trova fuori dal centro, lungo la strada provinciale. Fu edificata nell'Ottocento da Peppino Minicone, e poi curata da Michele Giuliano. Ha un aspetto rurale, a capanna, molto semplice, con portale architravato e finestrone centrale che lo sovrasta, in asse. L'interno è a navata unica, con altare a nicchia che accoglie la statua del santo.

## Società

### Evoluzione demografica
Abitanti censiti

## Amministrazione
Di seguito è presentata una tabella relativa alle amministrazioni che si sono succedute in questo comune.
| Periodo          | Periodo        | Primo cittadino        | Partito                                                    | Carica              | Note  |
| ---------------- | -------------- | ---------------------- | ---------------------------------------------------------- | ------------------- | ----- |
| 5 luglio 1988    | 6 maggio 1993  | Mario Giuseppe Martino | Democrazia Cristiana                                       | Sindaco             | [ 6 ] |
| 18 giugno 1993   | 28 aprile 1997 | Mario Giuseppe Martino | lista civica                                               | Sindaco             | [ 6 ] |
| 28 aprile 1997   | 14 maggio 2001 | Mario Giuseppe Martino | Cristiani Democratici Uniti                                | Sindaco             | [ 6 ] |
| 14 maggio 2001   | 6 ottobre 2003 | Enrico Martino         | lista civica                                               | Sindaco             | [ 6 ] |
| 24 novembre 2003 | 14 giugno 2004 | Maria Nicolina Testa   |                                                            | Comm. straordinario | [ 6 ] |
| 14 giugno 2004   | 8 giugno 2009  | Mario Giuseppe Martino | lista civica                                               | Sindaco             | [ 6 ] |
| 8 giugno 2009    | 26 maggio 2014 | Michele Turro          | lista civica                                               | Sindaco             | [ 6 ] |
| 26 maggio 2014   | 27 maggio 2019 | Michele Turro          | lista civica Crescere insieme                              | Sindaco             | [ 6 ] |
| 27 maggio 2019   | 9 giugno 2024  | Michele Turro          | lista civica Continuiamo a crescere                        | Sindaco             | [ 6 ] |
| 9 giugno 2024    | in carica      | Massimo Ianiri         | lista civica Stabilità continuità e futuro per Monacilioni | Sindaco             | [ 6 ] |